# 切雷索萊戰役
切雷索萊戰役（法語：Bataille de Cérisoles）發生於1544年4月11日，是意大利戰爭 (1542年–1546年)的一場戰役，位於切雷索萊亞爾巴附近。一支由恩吉恩伯爵弗朗索瓦·德·波旁指揮的法國軍隊擊敗了由阿方索·德·阿瓦洛斯指揮的神聖羅馬帝國-西班牙聯軍。儘管對帝國軍隊造成了重大傷亡，法國人隨後未能趁機佔領米蘭。
切雷索萊戰役是意大利戰爭後半期少數的激戰，展現了傳統重騎兵在戰場上仍然具有恐怖的打擊能力和決定勝利的能力。

## 註腳
1. ↑  Hall, Weapons and Warfare, 186; Oman, Art of War, 231.  Hall gives lower numbers than Oman, noting that they are estimates by Ferdinand Lot, and is the source for the specific proportion of arquebusiers in the Imperial army.